# Movimiento de resistencia en Auschwitz

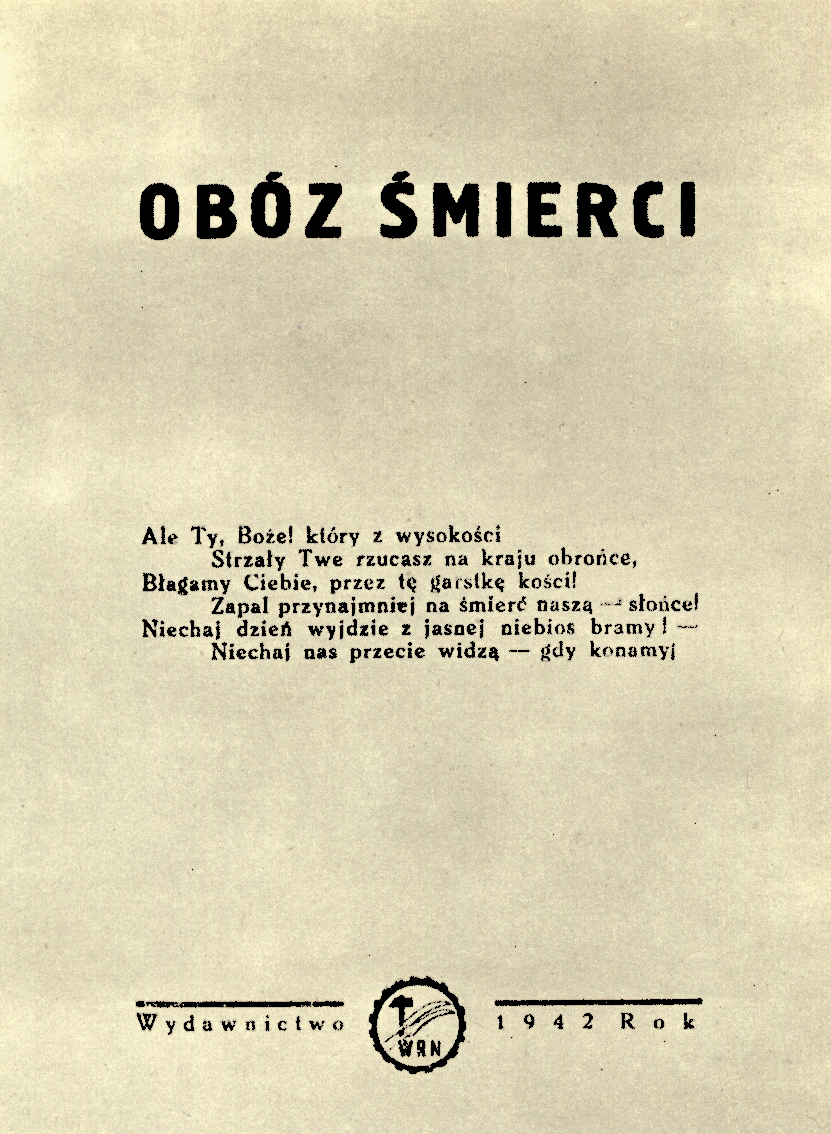
Conspiratorial reportage about Auschwitz "Camp of death" written by Natalia Zarembina in 1942.

La organización de movimientos de resistencia clandestinos en el campo de concentración de Auschwitz comenzó en la segunda mitad de 1940, poco después de que los campo entraran en funcionamiento en mayo de ese año. En septiembre de 1940 Witold Pilecki, un capitán del ejército polaco, llegó al campamento. Con el nombre de Tomasz Serafiński (prisionero número 4859), Pilecki se había dejado capturar por los alemanes en una redada callejera (łapanka) con el objetivo de enviarse a Auschwitz para reunir información y organizar la resistencia dentro. Under Pilecki's direction the Związek Organizacji Wojskowej (Union of Military Organization), ZOW, was formed. 

## Antecedentes

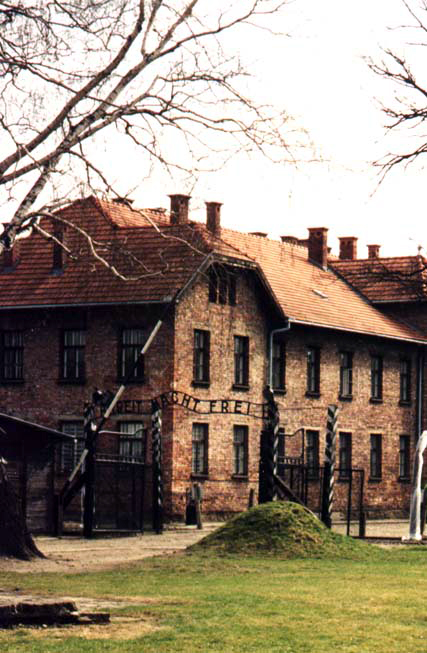
Entrada principal de Auschwitz I

Después de que la parte occidental del país fuera anexada por la Alemania nazi durante la invasión de Polonia nazi-soviética, Oświęcim (Auschwitz) se ubicó administrativamente en Alemania. Provincia de Alta Silesia, Regierungsbezirk Kattowitz. Auschwitz fue sugerido por primera vez como la ubicación de un campo de concentración para ciudadanos polacos por SS-Oberführer Arpad Wigand, un ayudante del líder superior de las SS y la policía para Silesia, Erich von dem Bach-Zelewski. Bach-Zelewski había estado buscando un nuevo sitio para internar a personas en la región de Silesia porque las prisiones locales estaban llenas. Richard Glücks, jefe de la Inspección de campos de concentración, envió al ex campo de concentración de Sachsenhausen comandante Walter Eisfeld a inspeccionar el sitio, que ya albergaba dieciséis edificios de un piso en ruinas que habían una vez servido como cuartel del ejército austríaco y luego polaco.
Reichsführer-SS Heinrich Himmler, jefe de las Schutzstaffel (SS), aprobó el sitio en abril de 1940, con la intención de utilizar las instalaciones para albergar a los presos políticos. SS-Obersturmbannführer (teniente coronel) Rudolf Höss supervisó el desarrollo del campo y se desempeñó como primer comandante. SS-Obersturmführer (teniente mayor) Josef Kramer fue nombrado adjunto de Höss. Auschwitz I, el campo original, se convirtió en el centro administrativo de todo el complejo.
Auschwitz fue el primer campo de concentración en el suroeste de Polonia bajo la ocupación alemana. Se utilizaron estructuras similares para formar el campo de concentración de Soldau más al norte en la Provincia de Prusia Oriental al mismo tiempo.
En 1940, el número de ex soldados y civiles polacos enviados a Auschwitz generó sospechas sobre las intenciones de Alemania. Pilecki tomó la decisión de colocarse allí de buena gana. El 19 de septiembre de 1940, durante una redada en el distrito de Żoliborz de Varsovia, Pilecki fue arrestado y pronto enviado a Auschwitz (prisionero número 4859). Otra prueba de que ingresó voluntariamente al campo se produjo en el otoño de 1941, cuando Pilecki recibió un ascenso al rango de teniente de la clandestinidad de Varsovia. Initially the resistance organization was composed of the Polish political prisoners and POWs – with former servicemen of the Polish Army playing a prominent role. In February 1942 Col. pl (in the camp hiding under the name Jan Hilkner) organized a cell of the Związek Walki Zbrojnej (Union of Armed Struggle), ZWZ.
Casi al mismo tiempo, activistas encarcelados del Partido Socialista Polaco (PPS), como Stanisław Dubois, comenzaron a formar sus propias organizaciones (Dubois fue ejecutado por las SS en 1942). Además, los prisioneros asociados con el ala derecha polaca de antes de la guerra, como Jan Mosdorf y Roman Rybarski, también formaron su propio grupo. A medida que crecía el número de prisioneros y se expandía el campo, se emprendieron esfuerzos para unir a los diversos movimientos de resistencia polacos dentro de Auschwitz. Esto se logró en 1942 cuando ZOW y otros grupos más pequeños formaron una sola organización asociada con el Ejército Nacional polaco (Armia Krajowa, AK), el sucesor de ZWZ. El primer comandante del grupo más grande fue Rawicz, en representación de ZWZ, quien fue trasladado al campo de concentración de Mauthausen en 1942. El liderazgo fue asumido por Juliusz Gilewicz, quien fue asesinado en una ejecución masiva en octubre de 1943.

## Resistencia internacional

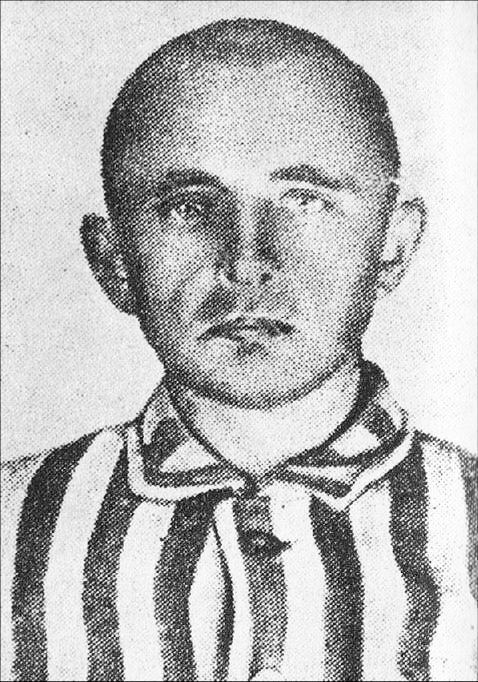
Stanisław Dubois, of the Polish Socialist Party, an organizer of one of the resistance groups in Auschwitz

A fines de 1942, cuando el campo ahora alberga a prisioneros de toda Europa, aparecieron otras células de resistencia, generalmente formadas según líneas nacionales y étnicas. Además de un grupo de resistencia judío, existían grupos checos, rusos, yugoslavos, franceses, austriacos y alemanes, en su mayoría con una inclinación política de izquierda o socialista. En 1943 se creó una organización internacional, Kampfgruppe Auschwitz (Grupo de combate de Auschwitz). En 1944, junto con el Ejército Nacional, el Kampfgruppe estableció un Consejo militar general de Auschwitz para coordinar la resistencia..
Los principales objetivos de los movimientos de resistencia eran ayudar a los prisioneros a sobrevivir, recopilar información sobre las atrocidades nazis en los campos, organizar fugas y prepararse para un eventual levantamiento dentro del campo. El último de estos nunca se materializó, aunque ocurrieron varios motines masivos, más notablemente el de los prisioneros judíos Revuelta de Auschwitz#Birkenau del Sonderkommando en octubre de 1944. Las organizaciones de resistencia polacas, con la ayuda de polacos fuera el campo, también estaban involucrados en el contrabando de medicamentos para los prisioneros.
El papel de la resistencia comunista, tanto polaca como internacional, ha sido indebidamente exagerado por la historiografía de la era comunista y otros trabajos en la URSS de la era comunista y sus estados satélites como Polonia; Además, la historiografía de la era comunista intentó suprimir la información sobre los miembros del Ejército Nacional dentro del campamento y su papel en la resistencia.